# Petelia vinasaria
Petelia vinasaria är en fjärilsart som beskrevs av William Schaus 1911. Petelia vinasaria ingår i släktet Petelia och familjen mätare. Inga underarter finns listade i Catalogue of Life.